# Benedikt z Nursie

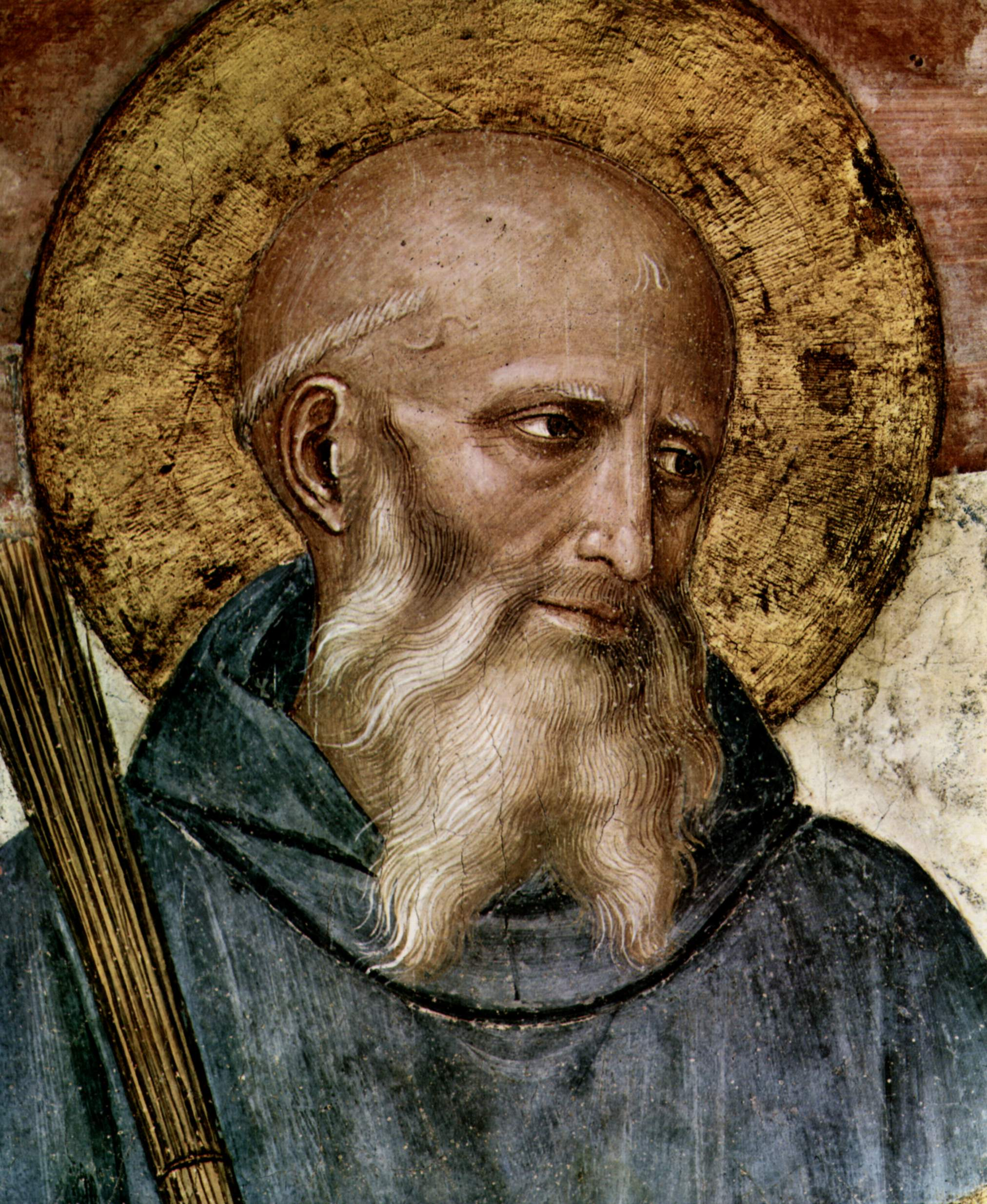
Sv. Benedikt z Nursie, freska od Fra Angelica, kostel San Marco, Florencia

Svatý Benedikt z Nursie (asi 470 – asi 543) byl katolický mnich, zakladatel západního mnišství. Podle tradice je autorem tzv. Benediktovy řehole a podle legendy sepsané papežem Řehořem I. Velikým založil okolo roku 529 klášter na Montecassinu ve střední Itálii. Benediktova řehole se časem za podpory papeže i císaře rozšířila po celé Evropě. Později s nástupem nových reformních směrů, jako jsou například cisterciáci, se pro původní mnichy vžilo označení benediktini (jinak také „černí mniši“). Vznikl tak Řád svatého Benedikta – nejstarší mnišský řád západního křesťanství. Benedikt byl prohlášen za svatého v roce 1220. Jeho svátek se slaví 11. července. V roce 1964 jej papež Pavel VI. prohlásil za patrona Evropy.
Relikvie sv. Benedikta jsou uchovávány od roku 660 v kryptě opatského kostela v Saint-Benoît-sur-Loire a v Germigny-des-Prés ve Francii, poblíž Orléans.

## Život
Benediktův život se ohraničuje roky 470–547. Narodil se v Nursii ve střední Itálii v měšťanské rodině. Rok jeho narození je pouhou domněnkou. Údajů o jeho životě není mnoho a obecně se uznávají dva prameny k jeho životu. Prvním je dílo papeže Řehoře Velikého Dialogy (593–594). Je dílem hagiografickým, znázorňuje tedy Benedikta jako světce a tvůrce 40 zázraků. Nejsou zde zmíněny žádné chronologické mezníky. Neexistuje ani soudobý zdroj potvrzující Řehořovu zprávu. Navíc je pravdivost příběhů kvůli hagiografické povaze díla zpochybňována. Druhým zdrojem informací o Benediktově životě je jeho řehole.
V Řehořových Dialozích se dočteme následující: Benedikt byl poslán do Říma, aby tam studoval svobodná umění. Zklamání ze zhýralého života velkoměsta jej ale zahnalo do 30 km vzdáleného Enfide. Když mu bylo asi 20 let, uchýlil se do samoty v Subiaku v Sabinských vrších, kde žil 3 roky. Chlebem ho zásoboval mnich Romanus z blízkého kláštera a poučoval jej o praktickém naplňování askeze. Mniši z komunity ve Vicovaru ho požádali, aby se stal jejich opatem. Souhlasil, ale vrátil se do Subiaka poté, co mniši odmítli jeho přísnou askezi a pokusili se ho otrávit. Otravě se Benedikt podle legendy vyhnul tak, že požehnal pohár s otráveným vínem a ten se roztříštil. Postupně zorganizoval 12 malých komunit po 12 mniších na různých místech a v každém jmenoval opata. Číslo 12 mělo symbolizovat úplnost a schopnost tvořit společenství. Asi v roce 529 se přesunul do Montecassina, kde se usídlil na úpatí 500 m vysoké hory a založil zde klášter. Tam uvedl v život svá řeholní pravidla. Původně zde byl pohanský Apollónův chrám, který Benedikt přetvořil na kostel zasvěcený sv. Martinovi. Tam se začala utvářet komunita, které Benedikt sloužil jako opat.
Když se přiblížila jeho smrt, přenesli Benedikta do kaple, kde přijal svátost a zemřel vestoje s rozpaženýma rukama, podpírán svými žáky. Bylo to mezi roky 543 a 550. Byl pohřben v Montecassinu do stejného hrobu jako jeho sestra Scholastika. Jeho atributy jsou rozbitá číše a havran.

## Řehole
Mnišský řád jako takový samozřejmě nebyl v Benediktově době novinkou. Již dříve existovala jistá pravidla, podle sv. Pachomia či sv. Basila Velikého. Je pravděpodobné, že Benedikt si pro svou řeholi od Basila vypůjčil funkci opata. U sv. Pachomia se zase sv. Benedikt inspiroval v oddálení požadavků na nováčky až na samotný vstup do kláštera.
Na Benediktovu řeholi měli vliv také církevní otcové. Z sv. Augustina si bere otcovskou koncepci autority opata. Najdeme i podobnost s tehdejšími zvyky v Římě, například fakt, že opat má být vybrán radou starších (seniore consilio).
Nejdůležitější zdroj řehole pocházel z mnišské tradice, jejíž chronologické a geografické počátky jsou nejasné, tzv. Řehole Mistrova. Jedná se o propracovanou latinsky psanou řeholi, uspořádanou do 95 kapitol, sestavenou v 6. stol. Benedikt ji kopíruje v prvních sedmi kapitolách z celkových 73. Všechny nejpodstatnější prvky Benediktovy řehole najdeme v Mistrově.

## Řád
Vstup k benediktínům byl dovolen všem bez rozdílu společenské vrstvy. Nově získávaní členové byli často z nižších vrstev a rekrutovali se z vesnic a měst, kde benediktíni působili. V komunitě poté využívali své dovednosti, např. řemeslné.
Klášter, jak je popsán v řeholi, byl autonomní, hospodářsky soběstačnou jednotkou, která neměla žádné podstatné vazby na jakýkoli jiný klášter. Benedikt prosazoval absolutní primát řehole. Jedině ta měla vždy poslední slovo a podle ní se rozhodovalo. Bylo povinné se jí držet ve všech bodech.
Prvním benediktínským klášterem v českých zemích byl ženský klášter sv. Jiří na Hradčanech (976). Prvním mužským pak klášter v Břevnově. Ten byl založen druhým pražským biskupem sv. Vojtěchem a Boleslavem II. roku 993.